# Mobellaspor

Logo von Mobellaspor

Mobellaspor AŞ war ein türkischer Fußballverein aus Konya.

## Geschichte
In der Saison 1994/95 spielte Mobellaspor, damals noch unter dem Namen Selçuk Üniversitesi, in der 3. Lig (Gruppe 7) und belegte hier am Saisonende den 12. von 14 möglichen Plätzen. Die folgende Saison verlief dagegen schon deutlich besser, am Ende der Saison 1995/96 erreichte man den 8. Platz, Höhepunkt war ein 5:1-Sieg am vorletzten Spieltag gegen Afyon Şekerspor. In der darauffolgenden Spielzeit, der Saison 1996/97, konnte man seine Leistung mit dem 6. Platz erneut steigern, Höhepunkt dieser Saison war diesmal ein 8:1-Sieg gegen Etibank Seydişehir Alüminyumspor. In der Saison 1997/98 schloss man die Tabelle mit dem 11. Platz ab.

### Aufstieg und Fall
Zur Saison 1998/99 änderte der Verein seinen Namen erneut um, mit dem neuen Namen Konya SÜ Endüstri SK erreichte man mit 68 Punkten gleich den zweiten Platz, der erste Platz wurde nur verfehlt, weil Hacettepe SK bei gleicher Punktzahl die bessere Tordifferenz hatte (Hacettepe SK hatte eine Differenz von +47, Mobellaspor +44). Mit dem Erreichen des zweiten Platzes stieg der Verein in die 2. Lig auf. Dort setzte Mobellaspor seine Serie fort und war nach dem Ende der Saison 1999/2000 sogar Erster in der Gruppe 3 und hatte mit 43 Punkten acht Punkte Abstand zum Zweitplatzierten Kayserispor. Der Durchmarsch konnte jedoch nicht erreicht werden, weil man in der Aufstiegsrunde den siebten Platz erreichte, was für den Aufstieg nicht gereicht hat.
Zu Beginn der Saison 2000/01 änderte man den Namen ein drittes Mal um, diesmal in Mobellaspor AŞ, und spielte erneut eine Rolle im Kampf um die Aufstiegsplätze. Mit dem Erreichen des dritten Platzes wurde die Teilnahme in der Aufstiegsrunde aber verfehlt. In der Saison 2002/03 nahm der Verein, mittlerweile wieder in der 3. Lig, nicht am Spielbetrieb teil, so wurden alle Ergebnisse mit einer 0:3-Niederlage gewertet. Anschließend wurde der Verein aufgelöst.